# Wewelsburg

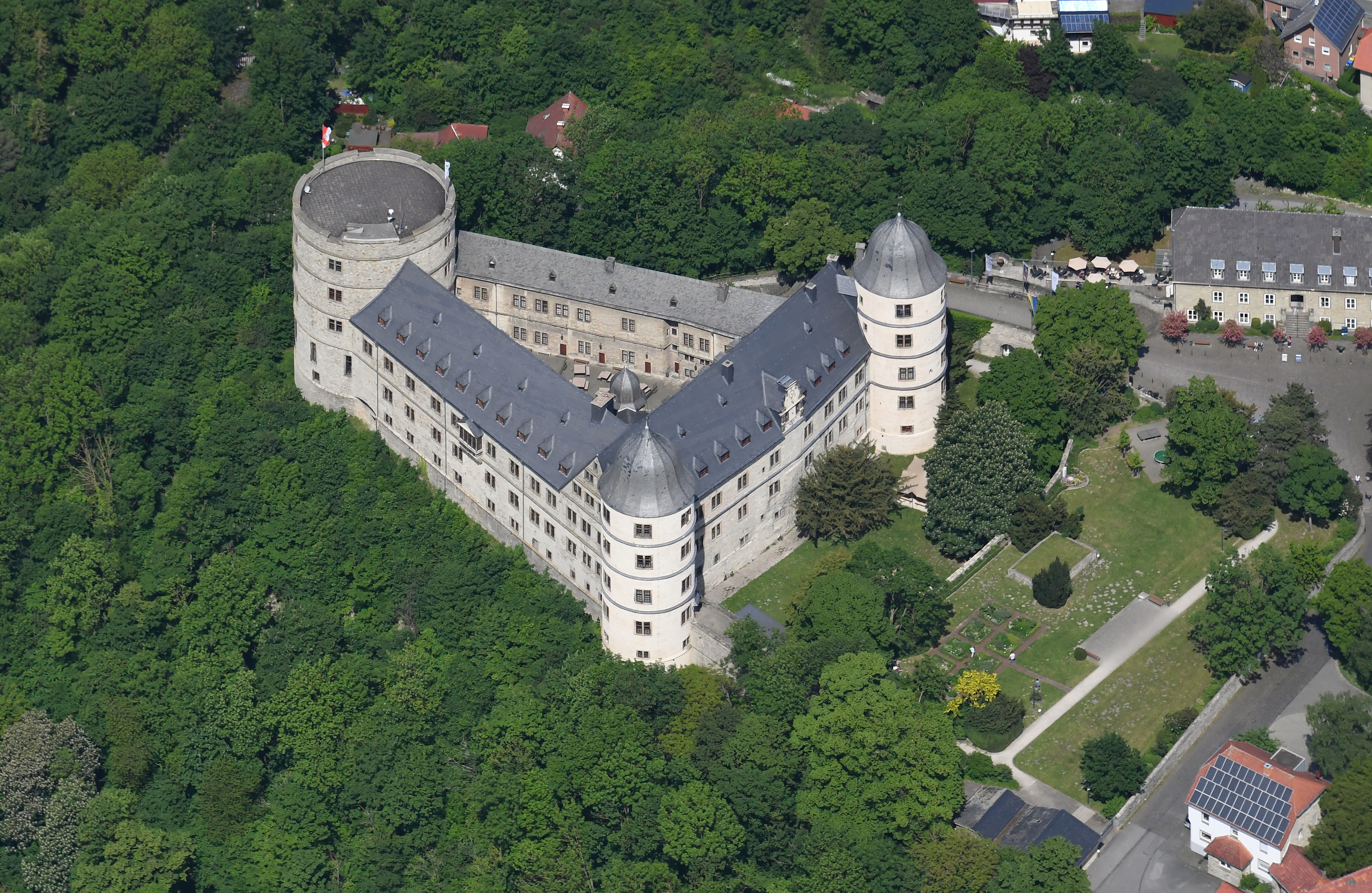
Vue aérienne de la Wewelsburg

Wewelsburg (prononcer [ˈveːvəlsˌbʊɐ̯k]) est un château Renaissance situé en Westphalie dans le nord-est de la Rhénanie-du-Nord-Westphalie, en Allemagne. Il se trouve dans le village de Wewelsburg, qui dépend de la municipalité de la ville de Büren dans le district de Paderborn et la vallée d'Alme.
Le château est bâti selon un plan en triangle. Il est connu pour avoir été le quartier général de la SS à partir de 1934 sous la direction de Heinrich Himmler.

## Histoire
La Wewelsburg a été construite de 1603 à 1609 comme résidence de campagne des princes-évêques de Paderborn. Elle est restaurée par le prince-évêque Dietrich Adolf, après les dévastations de la Guerre de Trente Ans. En 1802, le château devient la propriété de la couronne de Prusse.

### Himmler à la Wewelsburg
En novembre 1933, Heinrich Himmler, Reichsführer de la SS, en quête d'un bâtiment pour l'école SS qu'il compte mettre en place, visite le château. Son emplacement à 50 km des Externsteine, qui seront une des bases « scientifiques » de la propagande nazie sur le patrimoine germanique de l'Allemagne, est idéal. À l'issue de travaux de rénovation effectués par des prisonniers venant d'un camp spécialement créé aux alentours du château (Camp de concentration de Niederhagen), il se voit remettre les clés du château par la municipalité, le 22 septembre 1934, au cours d'une cérémonie. Pour la gestion quotidienne du lieu, Himmler nomme un capitaine du château, Manfred von Knobelsdorff, responsable de l'école des cadres de la SS et beau-frère de Walter Darré, qui organise le transfert de cette structure de formation au château. Au fil des années, Himmler fait élaborer des plans de transformation du château afin d'en faire un lieu de cérémonies et de représentations, dans lequel il se rend plusieurs fois par an : ainsi, il organise une rencontre au plus haut niveau de la SS en mai 1938, puis, en novembre, il souhaite que le château devienne le lieu dans lequel auraient lieu les prestations de serment des Gruppenführer, le château étant destiné non seulement à accueillir les blasons des Gruppenführer défunts (ce qui pose d'ailleurs problème, la plupart n'ayant pas d'armoiries) mais aussi à les accueillir une fois par an dans une salle prévue à cet effet : dans les faits, une seule réunion eut lieu, en juin 1941.
En 1934, Heinrich Himmler, Reichsführer de la SS, avait signé pour un bail de cent ans pour 100 Reichsmark par an avec le district de Paderborn pour la location du château, qu'il avait l'intention non seulement de rénover et de remodeler afin d'en faire une école de cadres de la SS (Reichsführerschule SS), mais aussi d'en faire le quartier général de la SS. Centre d'études et de formation spirituelle des SS, le château est aussi un musée, consacré à l'art et à l'archéologie germaniques, chers à Himmler, alimenté par les résultats des fouilles de l'Ahnenerbe ; y sont également exposées des reproductions des regalia, c'est-à-dire la couronne, le globe et le sceptre, de l'empereur germanique, ainsi que la Lance de Saint Longin. Organisé comme un lieu d'études, le château contient aussi une bibliothèque de 12 000 volumes, tous consacrés à l'histoire germanique.
Des cours pour les officiers sur la mythologie, l'archéologie et l'art y étaient enseignés. Les domaines d'activité ont été :
- la préhistoire
- l'histoire médiévale et les études du folklore
- la mise en place de la Bibliothèque de la Schutzstaffel à la Wewelsburg
- le renforcement de l'idéologie nationale socialiste dans le village de Wewelsburg

Lieu de recherche, le château est aussi un lieu de culte. Des cérémonies néopaïennes sont organisées ; dans la crypte, aménagée sous la tour Nord, doit brûler en permanence la flamme éternelle de la SS.
Dès 1936, Himmler a voulu en faire un centre idéologique et représentatif des activités de la SS. Selon ses projets, le château devait être le « Centre du Monde nouveau » (Zentrum der neuen Welt) après la « victoire finale ». Ainsi, le château, situé sur éperon rocheux, devait être le centre d'un ensemble architectural en arc de cercle doté de vastes bâtiments monumentaux, propres à accueillir le centre intellectuel et spirituel de l'empire SS. Centre névralgique de la SS, le château doit être tenu à l'écart de la curiosité de la presse, interdisant toute publication sur le château médiéval.
L'architecte désigné pour le projet était Hermann Bartels. Peu de temps avant la fin du conflit, Himmler donne son accord pour un projet de rénovation grandiose du château, mais les multiples directives qu'il laisse laissent penser qu'il n'avait pas d'idées claires sur ce que devait devenir le château. Il souhaite néanmoins disposer d'une chambre dans laquelle on trouverait un gobelin et une vierge, doter le château à la fois d'un planétarium et d'un trésor sous la forme de métaux précieux, pour les périodes difficiles.
Entre 1939 et 1943, le Reichsarbeitsdienst (« Service du travail du Reich ») effectue alors les travaux nécessaires en employant des prisonniers des camps de concentration de Sachsenhausen et Niederhagen.
Deux chambres ont été construites dans la tour nord, complètement transformée pour l'occasion, du château. Celles-ci peuvent encore être visitées aujourd'hui :
- une chambre représentative, le Obergruppenführersaal (« salle des Obergruppenführer » c’est-à-dire littéralement : « salle des généraux »). Sur le sol en marbre a été installé un ornement vert foncé, une mosaïque circulaire, au milieu duquel se trouve un disque d'or. Le terme de « Soleil noir », désignant la roue solaire de la Wewelsburg, a été utilisé après la Seconde Guerre mondiale.
- Au sous-sol : une chambre pour la prière des morts (inachevée). Peu avant la fin de la guerre, la SS a fait exploser la pièce qui a été partiellement détruite.

## Après la guerre
Depuis 2010, une auberge de jeunesse et un musée se trouvent dans le château. Des expositions sur l'Holocauste sont aussi organisées.

## Galerie

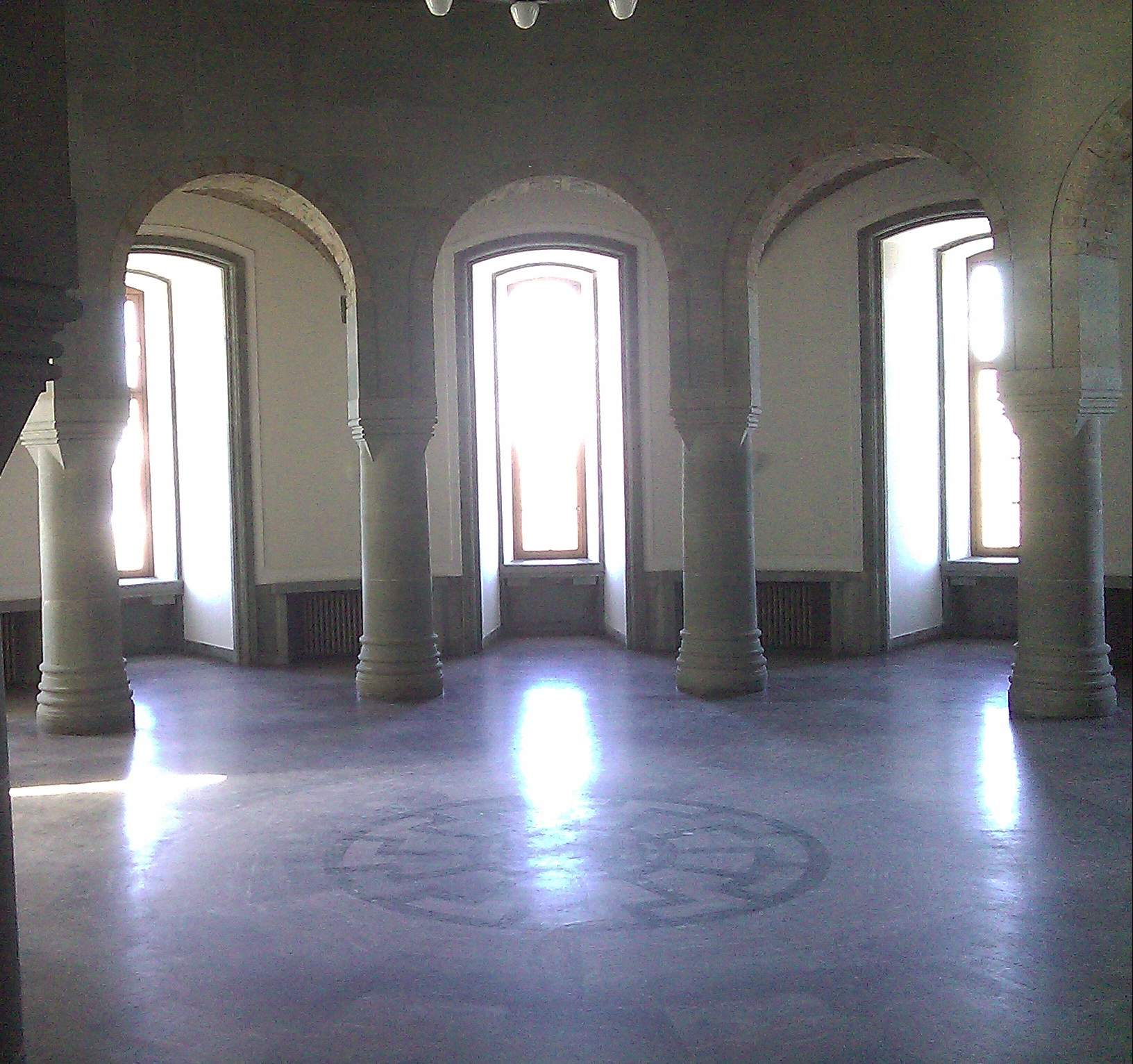
Obergruppenführersaal.
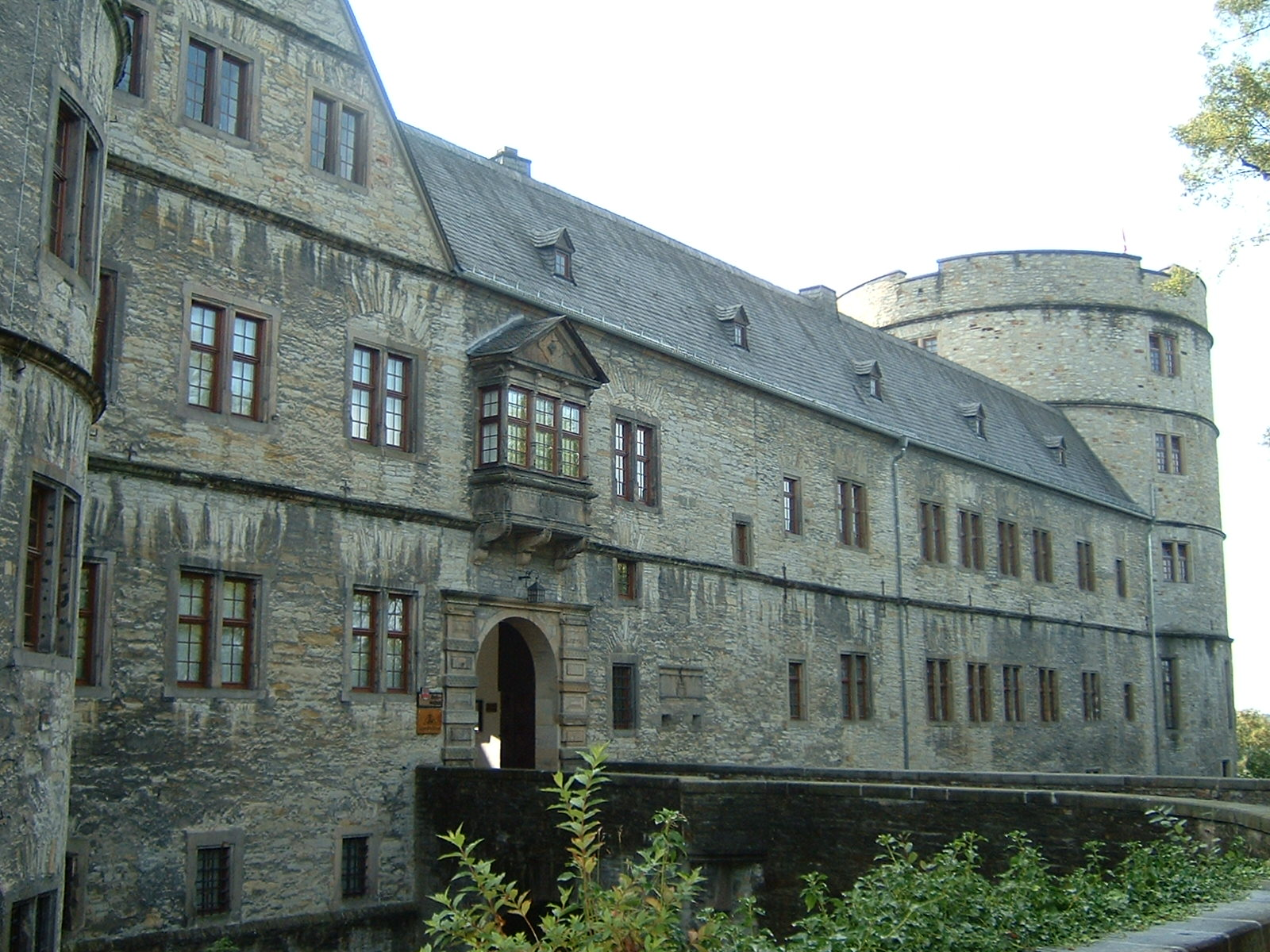
Façade est avec le pont d'accès.
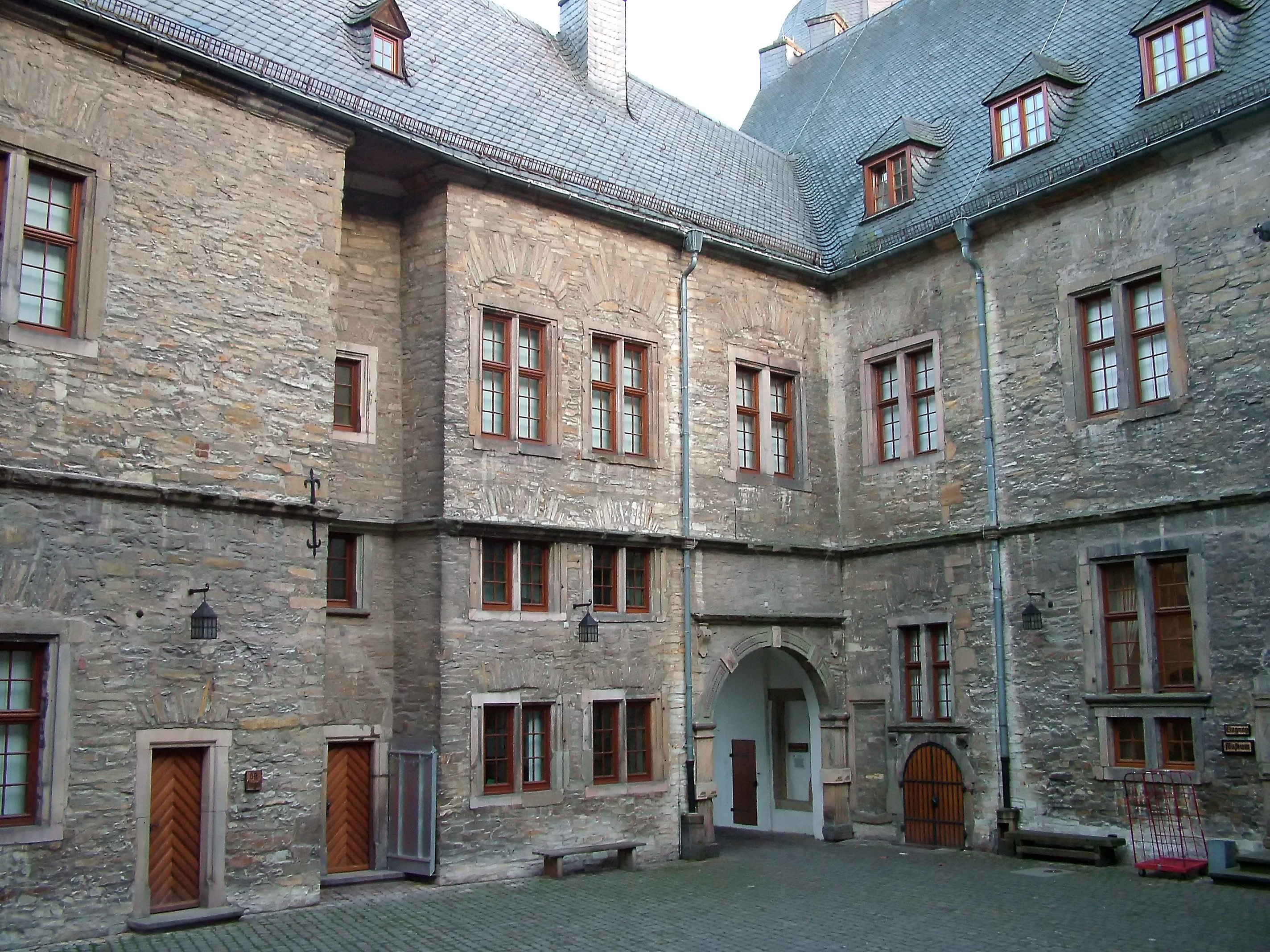
Cour intérieure.
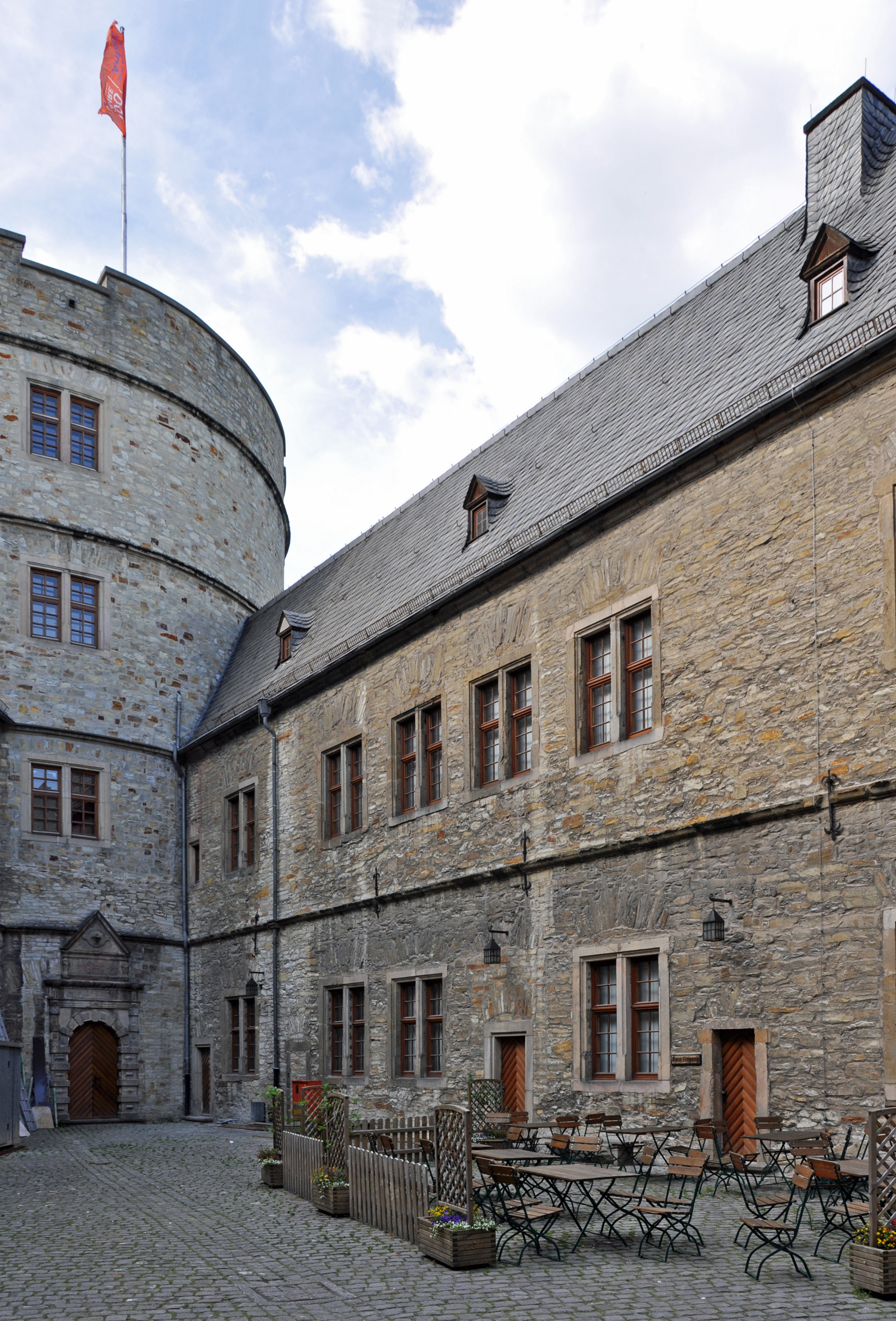
Cour intérieure. À gauche : la tour nord.
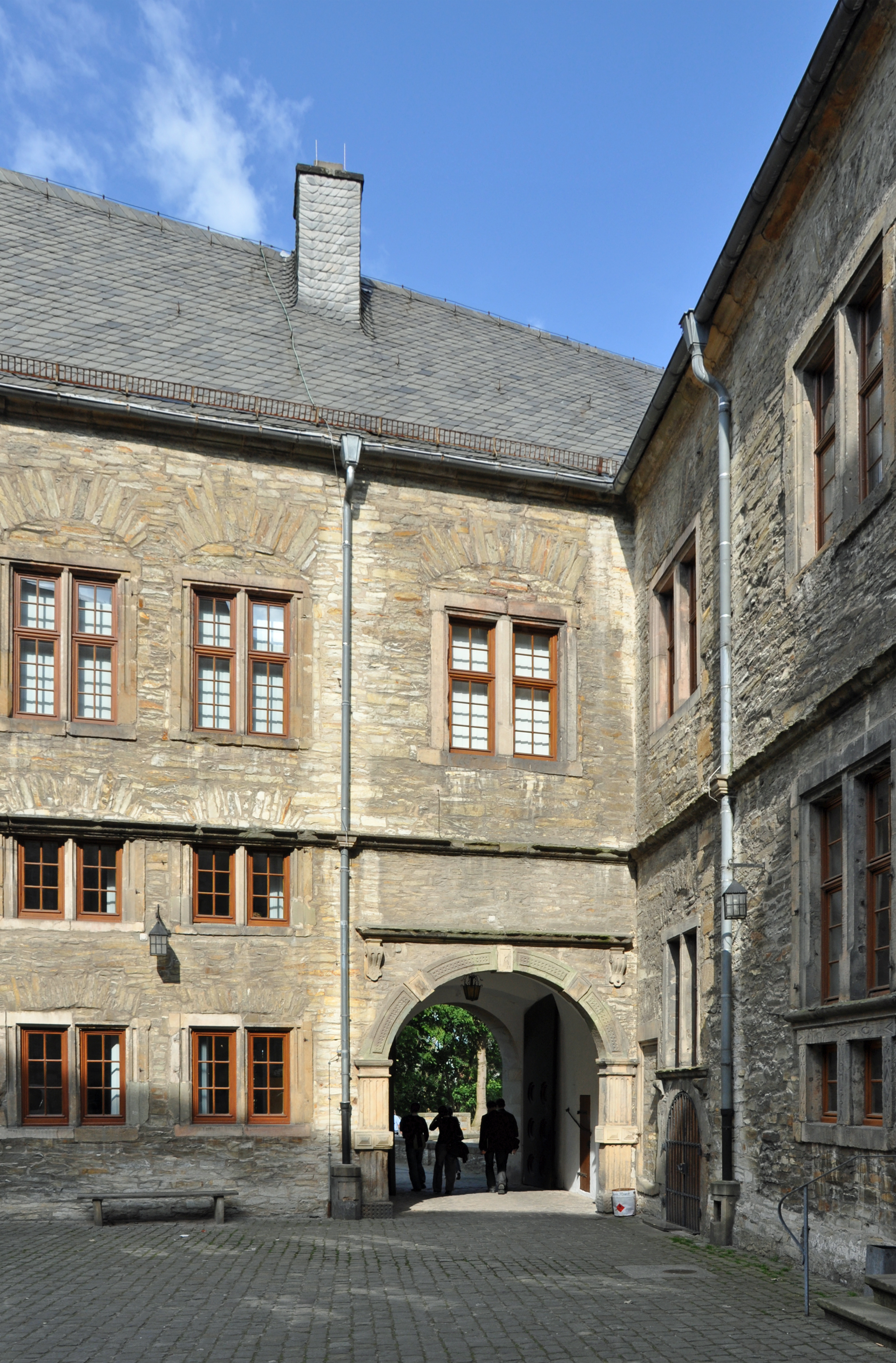
Cour intérieure.

## Dans la culture populaire
- Ce château a inspiré la quatrième mission du jeu vidéo Medal of Honor : Résistance sur PlayStation où la résistante Manon Batiste (incarnée par le joueur) doit infiltrer les lieux[6].